# Hillside Acres
Hillside Acres es un lugar designado por el censo ubicado en el condado de Webb en el estado estadounidense de Texas. En el Censo de 2010 tenía una población de 30 habitantes y una densidad poblacional de 48,87 personas por km².

## Geografía
Hillside Acres se encuentra ubicado en las coordenadas 27°40′34″N 99°10′40″O / 27.67611, -99.17778. Según la Oficina del Censo de los Estados Unidos, Hillside Acres tiene una superficie total de 0.61 km², de la cual 0.61 km² corresponden a tierra firme y (0%) 0 km² es agua.

## Demografía
Según el censo de 2010, había 30 personas residiendo en Hillside Acres. La densidad de población era de 48,87 hab./km². De los 30 habitantes, Hillside Acres estaba compuesto por el 100% blancos, el 0% eran afroamericanos, el 0% eran amerindios, el 0% eran asiáticos, el 0% eran isleños del Pacífico, el 0% eran de otras razas y el 0% pertenecían a dos o más razas. Del total de la población el 100% eran hispanos o latinos de cualquier raza.